# 彩海世良
彩海世良（日语：／，12月2日—），寶塚歌劇團月組男役。暱稱 ，出生於鹿兒島縣鹿兒島市，曾就讀於鹿兒島市女子高等學校，身高169公分。

## 簡介
- 2016年，進入寶塚歌劇團[2][3]，102期生[4][5]。同期生有舞空瞳(前星組主演娘役)、春乃さくら(現宙組主演娘役)、潤花(前宙組主演娘役)、天飛華音(現星組男役)、風色日向(現宙組男役)。初次登台表演是星組公演『こうもり(蝙蝠)』『THE ENTERTAINER!』[6]，之後被分到雪組。
- 2019年，擔任『壬生義士傳』新人公演主角，是102期第一個擔任新人公演主角的[7]。
- 2022年1月26日，被改分到月組[8]，同年在『グレート・ギャツビー(大亨小傳)』再度擔任新人公演主角[9]。
- 2024年，第一次主演寶塚Bow Hall公演，劇目是『Golden Dead Schiele(黃金死神-席勒)』[10][11]。

## 寶塚歌劇團時期

### 初舞台
- 2016年3月18日 寶塚大劇場 星組公演『こうもり(蝙蝠)』『THE ENTERTAINER!』[12]

### 雪組時期
- 2016年6-8月 中日劇場、TBS赤坂ACT劇場、梅田藝術劇場 『ローマの休日(羅馬假期)』[13]
- 2016年10-12月 『私立探偵ケイレブ・ハント(私家偵探迦勒・杭特)』新人公演 飾演:トレバー(崔佛/Trevor)(正式公演:縣千)『Greatest HITS!(最偉大的作品!)』[14]
- 2017年2月 寶塚Bow Hall 『New Wave!-雪-』[15]
- 2017年4-7月 『幕末太陽傳』新人公演 飾演:倉造息子清七(倉造的兒子清七)(正式公演:縣千)/粋がりの長次(虛張聲勢的長次)(正式公演:ゆめ真音)『Dramatic 「S」!』[16]
- 2017年8-9月  日本青年館、梅田藝術劇場 『CAPTAIN NEMO(尼莫船長，改編儒勒·凡爾納原作小說「海底兩萬里」)』飾演:ミーシャ(米沙)[17]
- 2017年11月-2018年2月 『ひかりふる路（みち）〜革命家、マクシミリアン・ロベスピエール〜(光照之路〜革命家馬克西米連・羅伯斯比〜)』新人公演 飾演:フランソワ・アンリオ(弗朗索瓦·昂里奧)(正式公演:縣千)『SUPER VOYAGER!(超級航海家!)』[18]
- 2018年3-4月『誠の群像(誠之群像，改編司馬遼太郎原作小說「新撰組血風錄」及「燃燒吧～劍」)』飾演:高田清作『SUPER VOYAGER!(超級航海家!)』[19]※全國巡迴公演
- 2018年6-9月 『凱旋門』飾演:黒い影(黑影) 新人公演 飾演:ハイメ・アルヴァレス(海梅‧阿爾瓦雷斯)(正式公演:朝美絢)『Gato Bonito!!(～Gato Bonito，如美貓的男人～)』[20]
- 2018年11月-2019年2月 『ファントム(歌劇魅影)』飾演:幼いエリック(年幼的艾瑞克) 新人公演 飾演:フィリップ・ドゥ・シャンドン伯爵(菲利浦‧杜‧尚頓伯爵)(正式公演:彩凪翔/朝美絢)[21]※寶塚的版本並非安德魯洛伊韋伯的版本，而是1991年於德州首演的版本。
- 2019年3-4月 寶塚Bow Hall 『PR×PRince』飾演:ヴァルテリ(維爾特利)[22]
- 2019年5-9月 『壬生義士傳』飾演:吉村嘉一郎 新人公演 飾演:吉村貫一郎(正式公演:望海風斗)『Music Revolution!(音樂革命!)』[23][24][25]＊第一次擔任新人公演主角
- 2019年10-11月『はばたけ黄金の翼よ(展開黃金的翅膀吧，改編粕谷紀子原作漫畫「風のゆくえ」)』飾演:ジーノ(吉諾)『Music Revolution!(音樂革命!)』[26]※全國巡迴公演
- 2020年1-2月 寶塚大劇場 『ONCE UPON A TIME IN AMERICA（ワンス アポン ア タイム イン アメリカ）(四海兄弟)』飾演:ドミニク(多明尼克) 新人公演 飾演:ジミー(吉米)(正式公演:彩凪翔)[27]
- 2020年2-3月 東京寶塚劇場 『ONCE UPON A TIME IN AMERICA（ワンス アポン ア タイム イン アメリカ）(四海兄弟)』飾演:ドミニク(多明尼克)[27]
- 2020年9-10月 『NOW! ZOOM ME!!』[28]※望海風斗個人演唱會
- 2021年1-4月 『fff-フォルティッシッシモ-(fff －Fortississimo－～歡聲高唱！～)』飾演:青年ルートヴィヒ(青年路德維希)『シルクロード〜盜賊と寶石〜(絲路～盜賊與寶石～)』[29]
- 2021年6月 『ヴェネチアの紋章(威尼斯的紋章，改編塩野七生原作小說「緋色のヴェネツィア―聖マルコ殺人事件」)』飾演:エンリコ・バドエル(恩里科・巴多耶)『ル・ポァゾン 愛の媚薬-Again-』[30]※全國巡迴公演
- 2021年8-11月 『CITY HUNTER(城市獵人)』飾演:小林豐 新人公演 飾演:ミック・エンジェル(米克‧安吉爾)(正式公演:朝美絢)『Fire Fever!(火焰狂熱!)』[31]
- 2022年1月 寶塚Bow Hall『Sweet Little Rock 'n' Roll』飾演:ロバート(羅伯特)[32]

### 月組時期
- 2022年5月 日本青年館、梅田藝術劇場 『ブエノスアイレスの風(布宜諾斯艾利斯的風)』飾演:マルセーロ(馬塞羅)[33]
- 2022年7-8月 寶塚大劇場『グレート・ギャツビー(大亨小傳)』飾演:エディ/ルディ(艾迪・尼科爾森/魯迪)[34]
- 2022年9-10月 東京寶塚劇場 『グレート・ギャツビー(大亨小傳)』飾演:エディ/ルディ(艾迪・尼科爾森/魯迪) 新人公演 飾演:ジェイ・ギャツビー(傑・蓋茨比)(正式公演:月城かなと)[34]＊擔任新人公演主角
- 2022年11-12月 KAAT神奈川藝術劇場、梅田藝術劇場 『ELPIDIO（エルピディイオ）(埃爾皮迪奧)』飾演:セシリオ(塞西利奧)[35]
- 2023年2-4月 『応天の門(應天之門)』飾演:紀長谷雄 『Deep Sea-海神たちのカルナバル-(Deep Sea-海神們的嘉年華會)』[36]
- 2023年6月 寶塚Bow Hall公演『月の燈影（ほかげ）(月之燈影)』飾演:次郎吉[37][38][39]
- 2023年8-11月 『フリューゲル-君がくれた翼-(Flügel─你給予我的翅膀─)』飾演:ゲッツェ・バウア(格茨・鮑爾)『萬華鏡百景色（ばんかきょうひゃくげしき）(萬花筒百景色)』[40]
- 2024年1-2月 寶塚Bow Hall公演 『Golden Dead Schiele(黃金死神-席勒)』飾演:エゴン・シーレ(埃貢·席勒)[41][42][43]＊第一次擔任寶塚Bow Hall公演主角
- 2024年3-7月『Eternal Voice 消え殘る想い(Eternal Voice 殘存的思念)』飾演:マクシマス(馬克西姆斯)『Grande TAKARAZUKA 110!(偉大的寶塚110!)』[44]
- 2024年8-9月 東京藝術劇場Playhouse、寶塚Bow Hall 『BLUFF（ブラフ）－復讐のシナリオ－(BLUFF-復仇計畫)』飾演:ロジャー(羅傑)[45]
- 2024年11月-2025年3月 『ゴールデン・リバティ(黃金自由)』飾演:リッキー(瑞奇)『PHOENIX RISING（フェニックス・ライジング）－IN THE MOONLIGHT－(鳳凰涅槃-在月光下)』[46]
- 2025年4-5月 『花の業平(花之業平)』飾演:藤原常行『PHOENIX RISING(鳳凰涅槃-在月光下)』[47]※全國巡迴公演
- 2025年7-11月 『GUYS AND DOLLS(紅男綠女)』飾演:ミス・アデレイド(阿德萊德小姐)、HOT BOX夜店女郎[48]※和彩みちる輪流扮演。

## 外部連結
- 寶塚官網彩海せら介紹頁面 （页面存档备份，存于）
- 東京都會電視台網站彩海せら簡介宝塚カフェブレイク登場人物彩海せら，存档于Archive.today（存檔日期 20250422）